# کنوپ-لاباخ
کنوپ-لاباخ (به آلمانی: Knopp-Labach) یک شهر در آلمان است که در زودوستپفالتس واقع شده‌است. کنوپ-لاباخ ۴۷۷ نفر جمعیت دارد.